# Fet científic
En ciència, fet és una observació verificable i objectiva. Se sol contraposar a teoria, que és una explicació o interpretació dels fets. En Filosofia de la ciència, s'ha qüestionat (notablement per Thomas Kuhn, però també per altres) si els fets científics són sempre dependents de la teoria en algun grau (ja que saber quins fets mesurar i com mesurar-los requerix alguna pressuposició sobre els mateixos fets). En el terreny dels estudis científics s'entenen generalment com a entitats que existixen dins de complexes estructures socials de confiança, acreditació, institucions i pràctiques individuals.